# Powiat Tamana
Powiat Tamana (jap. 玉名郡 Tamana-gun) – powiat w Japonii, w prefekturze Kumamoto. W 2024 roku liczył 36 981 mieszkańców.

## Miejscowości
- Gyokutō
- Nagasu
- Nagomi
- Nankan